# 屈尔蒂勒圣塞纳
屈尔蒂勒圣塞纳（法語：Curtil-Saint-Seine，法語發音：[kyʁtil sɛ̃ sɛn]）是法国科多尔省的一个市镇，位于该省东部偏北，属于第戎区。

## 地理
屈尔蒂勒圣塞纳（47°27'0"N, 4°55'40"E）面积12.01 平方千米，位于法国勃艮第-弗朗什-孔泰大區科多尔省，该省份为法国中东部省份，北起奥布省，西接涅夫勒省和约讷省，南至索恩-卢瓦尔省，东南接汝拉省，东临上索恩省，东北部与上马恩省接壤。
与屈尔蒂勒圣塞纳接壤的市镇（或旧市镇、城区）包括：韦尔诺、瓦勒叙宗、索西、弗朗什维尔。

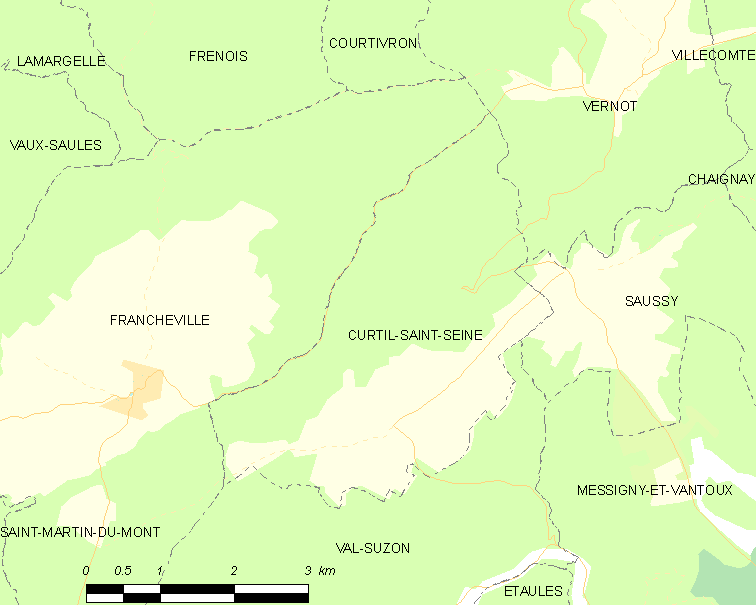
屈尔蒂勒圣塞纳的OSM定位图

屈尔蒂勒圣塞纳的时区为UTC+01:00、UTC+02:00（夏令时）。

## 行政
屈尔蒂勒圣塞纳的邮政编码为21380，INSEE市镇编码为21218。

## 政治
屈尔蒂勒圣塞纳所属的省级选区为方丹莱第戎县。

## 人口

1962-2008年间屈尔蒂勒圣塞纳人口变化图示

屈尔蒂勒圣塞纳于2022年1月1日时的人口数量为113人。